# Thesium pygmaeum
Thesium pygmaeum är en sandelträdsväxtart som beskrevs av O.M. Hilliard. Thesium pygmaeum ingår i släktet spindelörter, och familjen sandelträdsväxter. Inga underarter finns listade i Catalogue of Life.